# Okay Parigi!
Okay Parigi! (Bon Voyage!) è un film del 1962 diretto da James Neilson e prodotto da Walt Disney.
Fu il terzo dei sette film di cui Fred MacMurray fu protagonista per la Disney tra il 1959 e il 1973.

## Trama
Harry Willard è un installatore della cittadina di Terre Haute nell'Indiana. Con la moglie Katie pianifica da anni un lungo viaggio. Ora essi possono realizzare il loro sogno e con i figli, gli adolescenti Amy ed Elliott e il dodicenne Skipper, partono. Vanno a New York per imbarcarsi verso l'Europa. Dopo la partenza Amy fa la conoscenza del playboy Nick O'Mara, il figlio di un americano, che si è sposato con una nobile europea. A Parigi Katie si concede una nuova acconciatura, che attira subito l'attenzione dell'attraente ungherese Rudolph. Elliott nel frattempo fa amicizia con una signorina francese. Harry si preoccupa nel contempo dello svogliato Skipper e cerca di allietarlo con una visita al sistema fognario di Parigi. I due, nel loro tour sotterraneo, si smarriscono nel labirinto fognario. Dopo che padre e figlio si ritrovano nella loro famiglia, vanno sulla Riviera. Durante un cocktail party della madre di Nick, Harry mette k.o. Rudolph.
Le vacanze sono terminate e la famiglia Willard rientra nella tranquilla patria.

## Distribuzione
È stato distribuito in VHS col titolo di copertina OK Parigi!.
In DVD è stato distribuito nel luglio 2020 dalla Sinister Film.

## Critica
(Leo Pestelli)